# Amianthium
Amianthium é um género botânico pertencente à família Melanthiaceae.